# Fred Tyler
Frederick Daniel "Fred" Tyler, född 15 mars 1954 i Orlando i Florida, är en amerikansk före detta simmare.
Tyler blev olympisk guldmedaljör på 4 x 200 meter frisim vid sommarspelen 1972 i München.